# Kvalspelet till världsmästerskapet i fotboll 1986
Kvalspelet till världsmästerskapet i fotboll 1986 involverade totalt 121 lag som tävlade om 24 platser. Mexiko fick en plats som värd för mästerskapet och Italien fick en plats som regerande mästare. Det fanns därmed 22 platser kvar att spela om för de andra lagen.

## Afrikanska VM-kvalet (CAF)
Följande lag gick vidare till VM-slutspelet:
- Algeriet
- Marocko

## Asiatiska VM-kvalet (AFC)
Följande lag gick vidare till VM-slutspelet:
- Irak
- Sydkorea

## Nord-/centralamerikanska och karibiska VM-kvalet (CONCACAF)
Följande lag gick vidare till VM-slutspelet:
- Kanada

## Europeiska VM-kvalet (Uefa)
Följande lag gick vidare till VM-slutspelet:
- Polen
- Belgien
- Västtyskland
- Portugal
- England
- Nordirland
- Frankrike
- Bulgarien
- Ungern
- Danmark
- Sovjetunionen
- Spanien
- Skottland

Skottland gick vidare till kval mot vinnaren av det oceaniska kvalet, Australien, ett kval som vanns av Skottland som därmed kvalificerade sig för VM-slutspelet.

## Oceaniska VM-kvalet (OFC)
Australien vann det oceaniska kvalet och gick vidare till kval mot Skottland från den europeiska gruppen, ett kval som vanns av Skottland som därmed kvalificerade sig för VM-slutspelet.

## Sydamerikanska VM-kvalet (CONMEBOL)
Följande lag gick vidare till VM-slutspelet:
- Argentina
- Uruguay
- Brasilien
- Paraguay